# Jules Perrot
Pour les articles homonymes, voir Perrot.

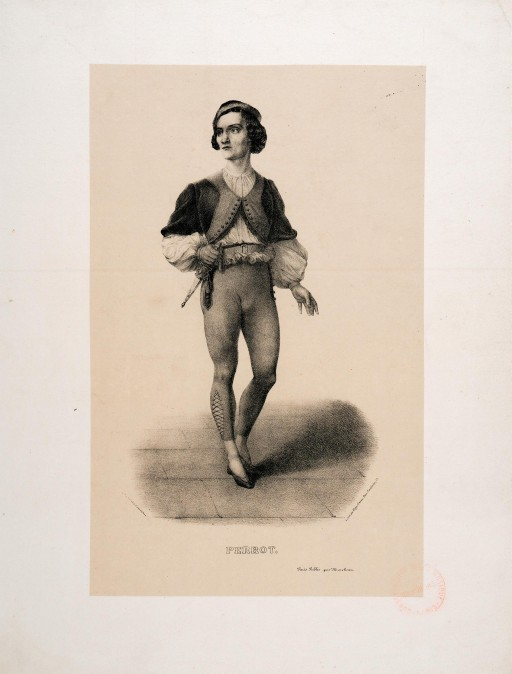
Jules Perrot (gravure de Lacauchie, c. 1840)

Joseph, dit Jules Perrot est un danseur et maître de ballet français né à Lyon le 18 août 1810 et mort à Paramé le 19 août 1892.

## Biographie
Fils de menuisier, il débuta enfant dans sa ville natale avant d'être engagé à Paris au théâtre de la Gaîté. Il poursuivit sa formation avec Auguste Vestris et dansa dès 1827 au théâtre de la Porte-Saint-Martin.
Après un bref séjour à Londres, il fut engagé en 1830 à l'Opéra de Paris mais, en concurrence permanente avec Joseph Mazilier, il quitta la troupe cinq ans plus tard et se rendit à Naples où il découvrit Carlotta Grisi : elle allait devenir son élève, sa partenaire et sa compagne jusqu'à leur séparation en 1842. C'est pour elle qu'il monta Giselle en 1841.
Souvent en conflit avec l'administration de l'Opéra de Paris, il préféra poursuivre sa carrière à l'étranger : à Londres (1842-1848) où il fut maître de ballet au Her Majesty's Theatre avec André-Jean-Jacques Deshayes, à la Scala de Milan (1847-1848) et à Saint-Pétersbourg (1848-1859) où il fut maître de ballet des théâtres impériaux, notamment au théâtre Bolchoï Kamenny. Il y épousa une de ses élèves, Capitoline Samovskaïa, dont il eut deux enfants.
De retour en France en 1861, il donna des cours à l'Opéra de Paris, comme en témoigne Edgar Degas dans La Classe de danse (1874).
Jules Perrot est considéré comme un brillant interprète et un chorégraphe inventif, un danseur à la fois acrobatique et élégant. Partenaire de Marie Taglioni, il connut son premier triomphe en 1831 dans Flore et Zéphire de Didelot. Théophile Gautier le qualifiait de « Perrot l'aérien, Perrot le Sylphe, la Taglioni mâle ». Interprète de ses propres ballets, il fut le partenaire des plus grands danseurs de son temps : Carlotta Grisi, Fanny Elssler, Fanny Cerrito, Lucile Grahn, Arthur Saint-Léon ou Marius Petipa.

## Œuvres
- 1836 : Tarantella (Londres)

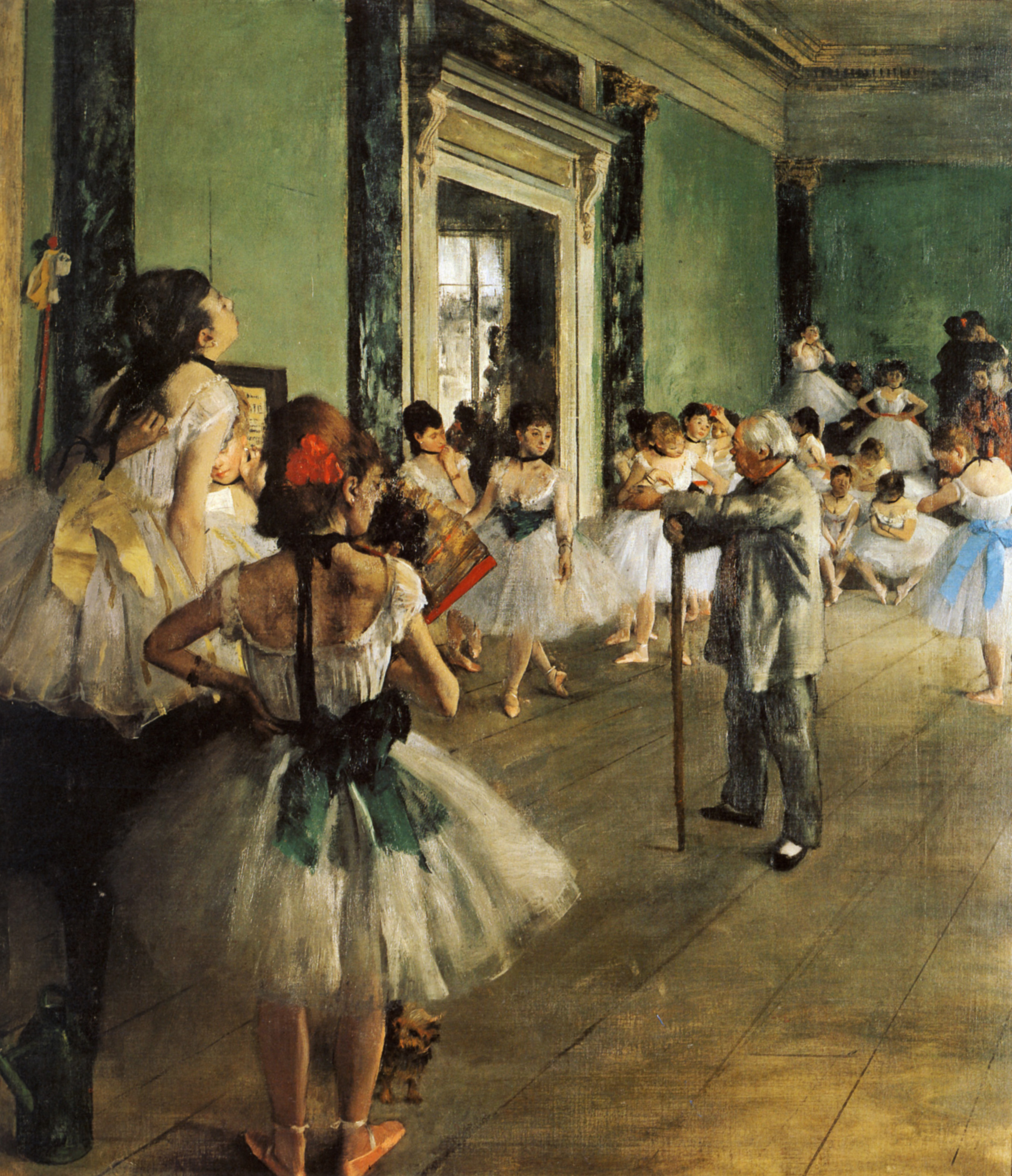
Edgar Degas, La Classe de danse (1874)
sous la direction de Jules Perrot.

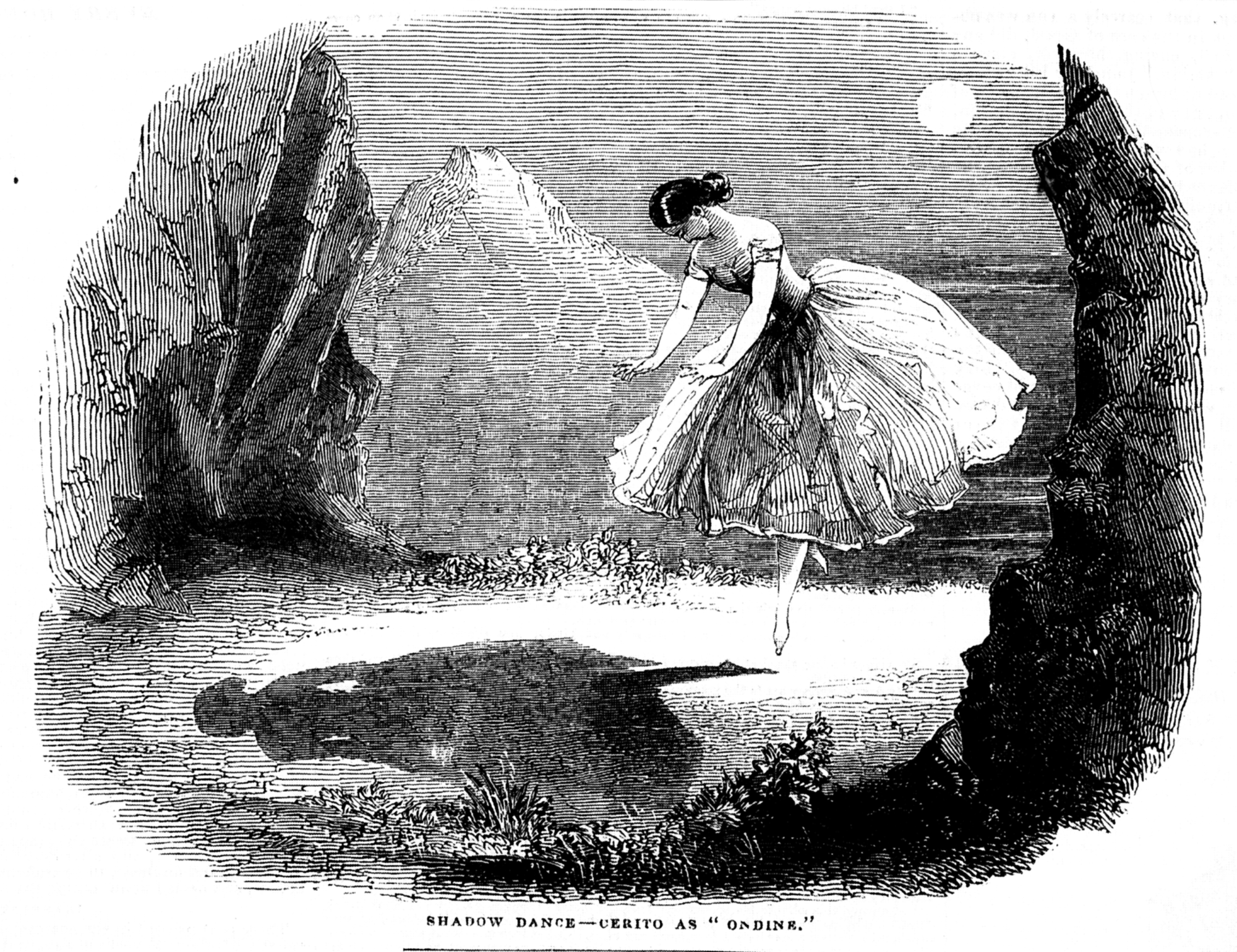
Fanny Cerrito dans
Ondine ou la Naïade (1843).

- 1836 : La Nymphe et le Papillon (Vienne)
- 1836 : Le Rendez-vous (Vienne)
- 1838 : Le Pêcheur napolitain (Vienne)
- 1838 : Le Lutin (Vienne)
- 1838 : Le Rendez-vous, nouvelle version (Naples)
- 1841 : Giselle (Paris)
- 1842 : Le Pêcheur napolitain, nouvelle version (Londres)
- 1842 : Alma ou la Fille de feu, co-chorégraphe : Fanny Cerrito[2] (Londres)
- 1842 : Une soirée du carnaval (Londres)
- 1843 : L'Aurore (Londres)
- 1843 : Ondine ou la Naïade, co-chorégraphe : Fanny Cerrito[3] (Londres)
- 1843 : Le Délire d'un peintre (Londres)
- 1844 : La Esmeralda (Londres)
- 1844 : Polka (Londres)
- 1844 : Zélia ou la Nymphe de Diane (Londres)
- 1844 : La Paysanne grande dame (Londres)
- 1845 : Éoline ou la Dryade (Londres)
- 1845 : Kaya ou l'Amour voyageur (Londres)
- 1845 : La Bacchante (Londres)
- 1845 : Pas de quatre (Londres)
- 1846 : Catarina ou la Fille du bandit (Londres)
- 1846 : Pas de trois (Londres)
- 1846 : Lalla Rookh ou la Rose de Lahore (Londres)
- 1846 : Le Jugement de Pâris (Londres)
- 1847 : Odette ou la Démence de Charles VI (Milan)
- 1847 : Pas de deux (Londres)
- 1847 : Les Éléments (Londres)
- 1848 : Faust (Milan)
- 1848 : Les Quatre Saisons (Londres)
- 1849 : La Filleule des fées (Paris)
- 1851 : La Naïade et le Pêcheur (Saint-Pétersbourg)
- 1852 : La Guerre des femmes (Saint-Pétersbourg)
- 1853 : Gazelda ou les Tziganes (Saint-Pétersbourg)
- 1854 : Faust, nouvelle version (Saint-Pétersbourg)
- 1854 : Marco Bomba (Saint-Pétersbourg)
- 1855 : Armida (Saint-Pétersbourg)
- 1857 : La Débutante (Saint-Pétersbourg)
- 1857 : La Petite Marchande de bouquets (Saint-Pétersbourg)
- 1857 : La Rose, la Violette et le Papillon, d'après Petipa (Saint-Pétersbourg)
- 1858 : Le Corsaire, d'après Mazilier (Saint-Pétersbourg)
- 1858 : Éoline ou la Dryade, nouvelle version (Saint-Pétersbourg)
- 1864 : Gazelda, nouvelle version (Milan)